# Wapen van Geffen

Wapen van Geffen (1817)

Het wapen van Geffen werd op 16 juli 1817 bij besluit van de Hoge Raad van Adel aan de toenmalige Noord-Brabantse gemeente Geffen bevestigd. Op 25 maart 1985 werd een nieuw wapen verleend, dat beter op historische gegevens aansloot. Op 1 januari 1993 ging Geffen samen met Nuland op in de nieuw opgerichte gemeente Maasdonk, waarmee het wapen kwam te vervallen. In het wapen van Maasdonk werden geen elementen uit het wapen van Geffen opgenomen. Sinds 1 januari 2015 valt Geffen onder de gemeente Oss.

## Blazoenering
De blazoenering bij het eerste wapen uit 1817 luidt als volgt:
Van lazuur beladen met het beeld van een heilige, houdend in zijn handen een kerk en staande onder een met 6 kandelaars versierde kerkboog, ter weerszijden vergezeld van een schildje, alles van goud, het rechter schildje beladen met 3 St.Andries-kruisen, staande 2 en 1, het linker met 2 aanziende hoofden en een vrijkwartier beladen met een vogel, alles van lazuur.
In het wapenregister is geen beschrijving opgenomen, maar slechts een tekening. De heraldische kleuren zijn goud op blauw. Dit zijn de rijkskleuren. Links en rechts zijn in de heraldiek vanaf de achterzijde van het schild bezien; voor de toeschouwer zijn deze verwisseld.
De blazoenering bij het tweede wapen uit 1985 luidt als volgt:
Gedeeld; I doorsneden; a in goud drie rozen van keel; b in zilver drie molenijzers van keel; II in azuur het beeld van de heilige Maria Magdalena van goud. Het schild gedekt met een gouden kroon van drie bladeren en twee parels.

## Geschiedenis
Het eerste wapen was afgeleid van een achttiende-eeuws schependomzegel, dat waarschijnlijk versleten was, waardoor enkele symbolen foutief in het wapen zijn gekomen. Het zegel vertoont een onbekende heilige in een kerkboog met kandelaars. De heilige houdt een kapel in zijn rechterhand. Mogelijk gaat het om de abt Trudo, maar dat is niet zeker. Aan weerszijden van de heilige bevinden zich twee wapens. Het rechter wapen is het wapen van de familie Van Vladeracken, die tussen 1470 en 1628 de heren en vrouwen van Geffen leverde. Dit schildje is beladen met drie molenijzers, foutief als kruisjes weergegeven in het eerste wapen van de gemeente. Het andere schildje met de vogel en de hoofden is dat van de familie Van Best. De eerste bekende bezitster van Geffen was Margriet van Nuweland, die gehuwd was met Peter van Best. Waarschijnlijk werden bij de aanvraag geen kleuren gespecificeerd, waardoor het wapen is verleend in de rijkskleuren.
Het tweede wapen werd op verzoek van de gemeente verleend. Het bevat herkenbare elementen: de drie rozen komen uit het wapen van Margriet van Nuweland. In plaats van de drie Andrieskruisjes kwamen de oorspronkelijke drie molenijzers uit het wapen van Van Vladeracken, en in plaats van de onduidelijke heilige met de kapel werd de patroonheilige van de parochiekerk, de H. Maria Magdalena afgebeeld. Dit wapen is in 1985 verleend.